# Universiteit van Natal
De Universiteit van Natal was van 1910 tot 2004 een universiteit in het Zuid-Afrikaanse Natal. In 2004 fuseerde de universiteit met de Universiteit van Durban-Westville, waarmee het sindsdien de universiteit van KwaZoeloe-Natal vormt.
In 1910 werd de universiteit gesticht als Natal University College in Pietermaritzburg en in 1931 werd de universiteit uitgebreid met een campus in Durban. In 1947 opende de universiteit een medische school voor niet-blanke studenten in Durban.

## Verbonden

### Als (hoog)leraar
- Willem Koster (1911-1975), econoom en Thesaurier-generaal.
- Dick Pels (1948), politicus
- Alan Whiteside (1956), aidsonderzoeker

### Als student
- Alan Paton (1903-1988), schrijver
- Dirk Opperman (1914-1985), dichter
- Fatima Meer (1928-2010), schrijfster, scenarioschrijfster en anti-apartheidsactiviste
- Mangosuthu Buthelezi (1928), Zoeloe-leider, een prins en een Zuid-Afrikaans politicus
- Johannes van Staden (1939), botanicus
- Navanethem Pillay (1941), rechter, VN Hoog Commissaris voor Mensenrechten
- Steve Biko (1946-1977), student rechten, voorvechter van de burgerrechten
- Nozizwe Madlala-Routledge (1952), politicus
- Zim Ngqawana (1959-2011), jazzmusicus

### Eredoctoraten
- Amartya Sen (1933), econoom en winnaar Nobelprijs voor de economie (1998)
- Mongane Wally Serote (1944), dichter en schrijver
- John Maxwell Coetzee (1940), schrijver en winnaar van de Nobelprijs voor de Literatuur (2003)
- Cyril Ramaphosa (1952), jurist, vakbondsleider, activist, politicus en zakenman